# Asceua incensa
Espèce
Asceua incensa est une espèce d'araignées aranéomorphes de la famille des Zodariidae.

## Distribution
Cette espèce est endémique du Kongo-Central au Congo-Kinshasa,. Elle se rencontre dans la réserve de biosphère de Luki.

## Description
Le mâle holotype mesure 2,68 mm et la femelle paratype 3,43 mm, les mâles mesurent de 2,68 à 2,94 mm et les femelles de 3,43 à 3,84 mm.

## Systématique et taxinomie
Cette espèce a été décrite par Jocqué et Henrard en 2024.

## Publication originale
- Jocqué & Henrard, 2024 : « A revision of Afrotropical Asceua (Araneae, Zodariidae), ant-eating spiders with puzzling distributions. » African Invertebrates, vol. 65, no 2, p. 161-198 (texte intégral).